# Котово (база отдыха)
Котово — населенный пункт в Бологовском районе Тверской области, входит в состав Гузятинского сельского поселения.

## География
Находится в северной части Тверской области на расстоянии приблизительно 7 км на запад-юго-запад от города Бологое у западной оконечности озера Коломинец.

## История
Отмечен был на карте только в 1983 году как пионерлагерь Котово. Ныне здесь действует база отдыха «Валдайская усадьба».

## Население
Численность населения не была учтена как в 2002 году, так и в 2010.